# Syncesia farinacea
Syncesia farinacea är en lavart som först beskrevs av Fée, och fick sitt nu gällande namn av Tehler. Syncesia farinacea ingår i släktet Syncesia och familjen Roccellaceae.   Inga underarter finns listade i Catalogue of Life.